# Overo lethal white syndrome
Overo Lethal White Syndrom, eller OLWS, är en genetisk hästsjukdom som enbart drabbar skäckfärgade hästar, oftast Painthästar. Defekten gör även att fölet föds med ihopväxta tarmar och dör i akuta kolikattacker. Sjukdomen har alltid dödlig utgång hos fölen.  Genen som orsakar defekten är densamma som ger skäckteckningen overo. 
Genen som styr sjukdomen är en mutation som upptäcktes första gången 1982 men det var under mitten av 1990-talet som man började forska mer om genen och hur den fungerade då många uppfödare av Painthästar vägrade att avla på ston eller hingstar som hade givit ett föl med OLWS. Forskningen visade att föl enbart kunde få OLWS om genen fanns hos båda föräldrarna och statistiskt sett blir vart fjärde föl OLWS-drabbat. 

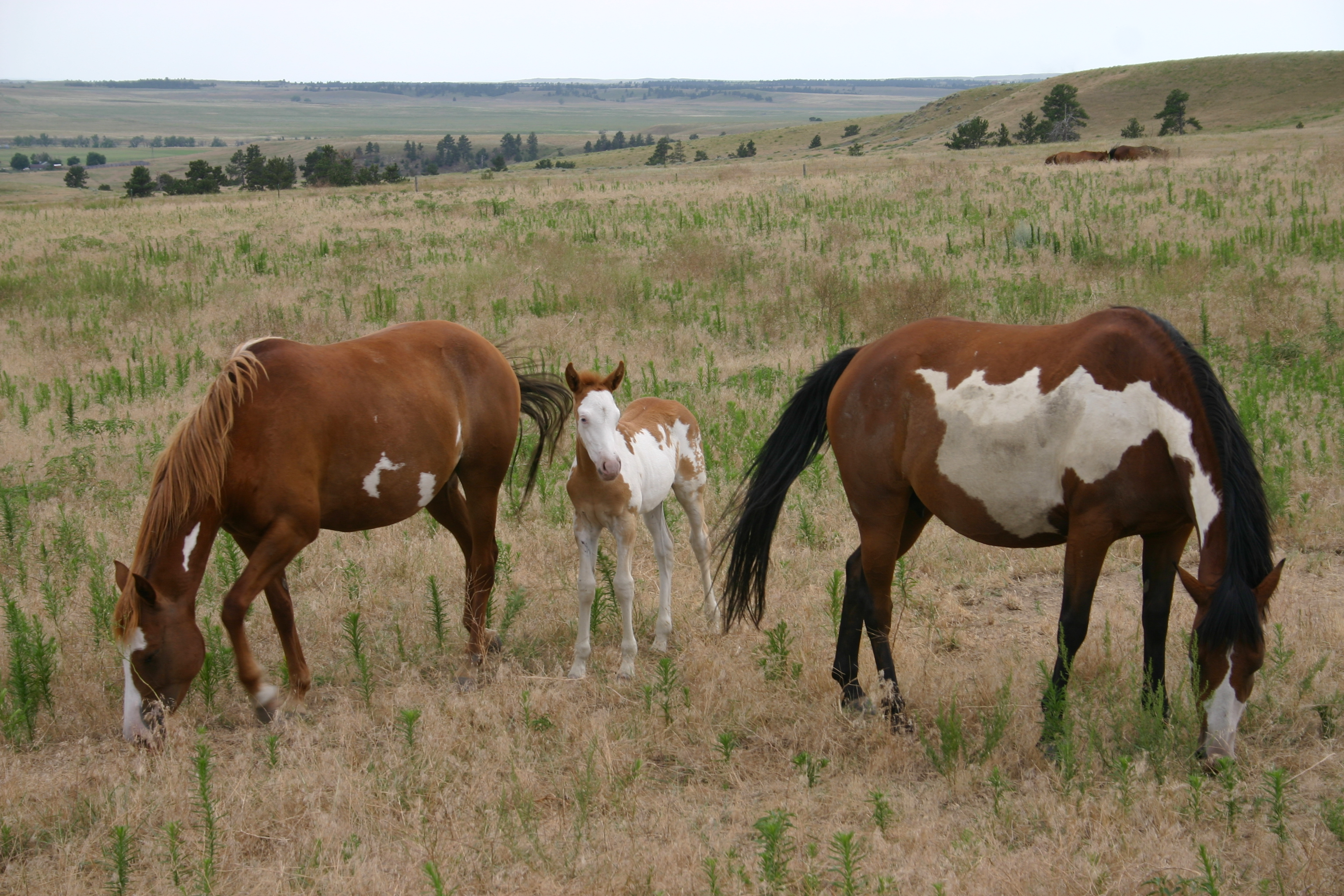
Overoskäckade mustanger

## Kännetecken hos bärare
Overo, även känd som Frame Overo eller bara Frame, ger vita fält som sprider sig från hästens sidor och utåt. Hästens överlinje, underlinje, ben och svans är färgade medan ansiktet gärna har vita tecken och bålen och sidan av halsen är täckta av vita fläckar och fält. Blå ögon är relativt vanligt. Det finns dock overoskäckar som har så minimal utbredning av vitt att man inte kan se att de bär på genen, så om man har den minsta misstanke att ens häst kan ha anlaget, bör man DNA-testa innan man använder den i avel med andra potentiella overoskäckar.
Det finns andra skäckteckningar, till exempel tobiano, sabino och splash, som inte ger några hälsorelaterade problem hos hästen, och inte kan orsaka OLWS, men vissa hästar bär på flera av generna, så även här gäller DNA-test om det finns risk att hästen bär på ett anlag för overo.

## Symptom
Symptomen på OLWS syns alltid direkt på fölen vid födseln. Fölet föds helt vitt eller nästan helt vitt med blå ögon och dör av förstoppning på bara några dagar. 
Ibland föds helt vita, livsdugliga hästar, genom påverkan från andra, ofarliga skäckgener, så ett vitt, blåögt föl är inte automatiskt ett tecken på att den bär på genen för OLWS.

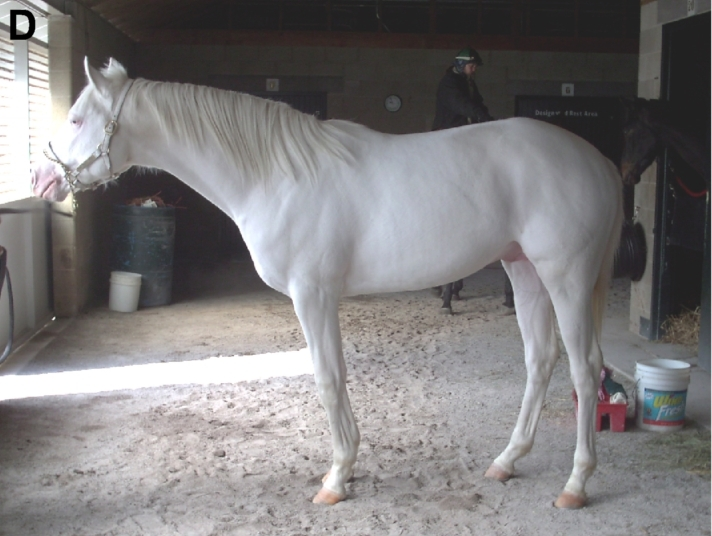
En häst som fötts vit med blå ögon på grund av andra gener än Overo.

## Genetik
Overo Lethal White Syndrome är inte en sjukdom, utan en genetisk defekt. Den orsakas av en recessiv mutation på EDNRB-genen. Heterozygota bärare lider inte av några negativa effekter av mutationen, eftersom deras normala upplaga av genen uppväger närvaron av den muterade. Om båda föräldrarna bär på genen, är det 25% risk att avkomman får båda föräldrarnas muterade anlag och därmed blir homozygot för mutationen. Då det inte finns något friskt anlag som kan motarbeta defekten, föds fölet med den dödliga missbildningen.

## OLWS i Sverige
I Sverige har enbart ett enda fall av defekten dokumenterats på 18 år, tack vare uppfödarnas arbete med att aldrig avla på två overoskäckade individer. Sedan genen kartlades och blev tillgänglig för testning har uppgiften blivit lättare. 
I och med att drabbade föl dör i svåra plågor anses det strida mot djurskyddslagen att riskera att ett sådant föl föds, och Jordbruksverket kräver därför DNA-test om det föreligger risk för att båda avelsdjuren bär på anlaget.